# Osmylops crux
Osmylops crux is een insect uit de familie van de Nymphidae, die tot de orde netvleugeligen (Neuroptera) behoort. 
Osmylops crux is voor het eerst wetenschappelijk beschreven door Oswald in 1998.